# St. Peter (Salzburghofen)

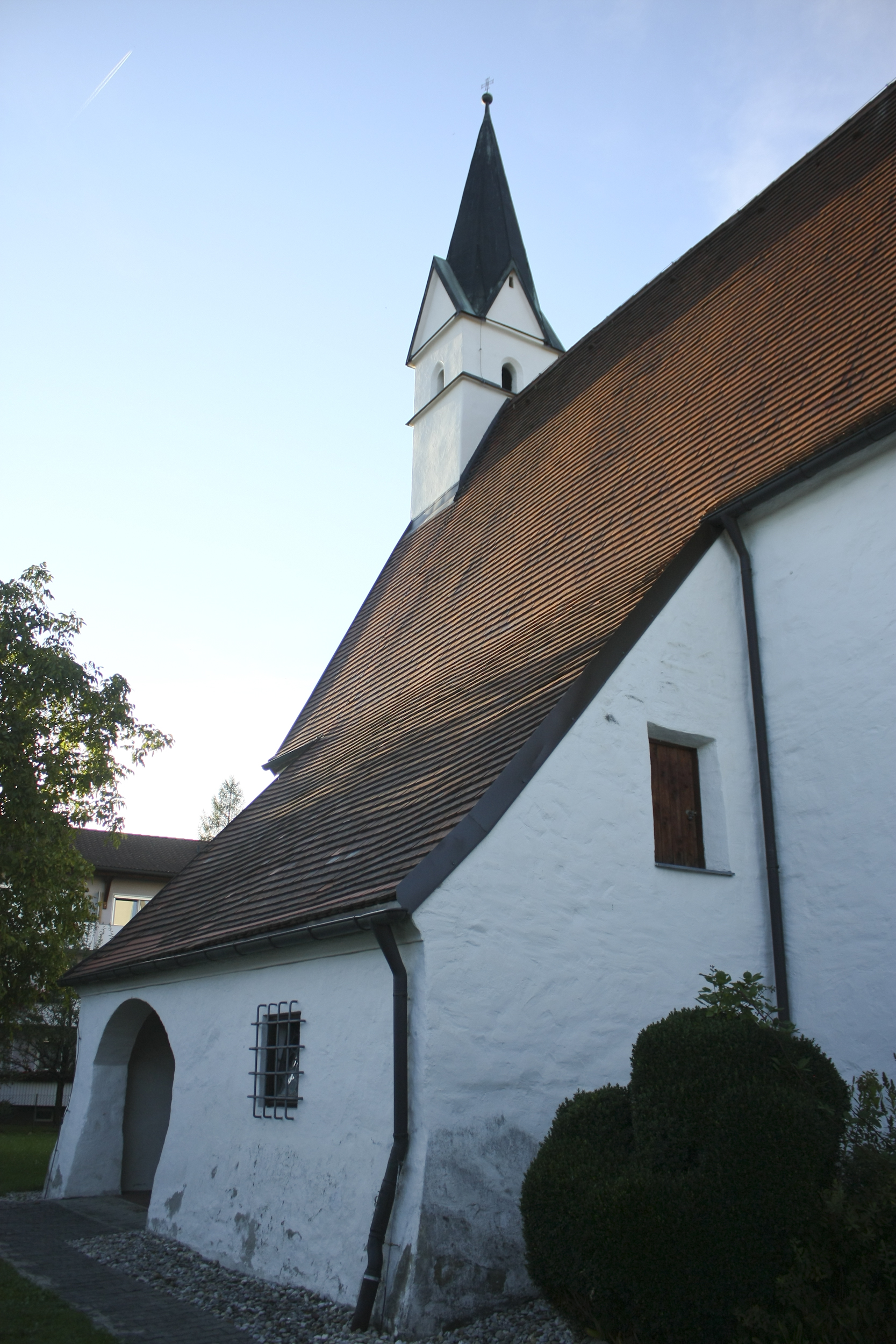
St. Peter in Salzburghofen

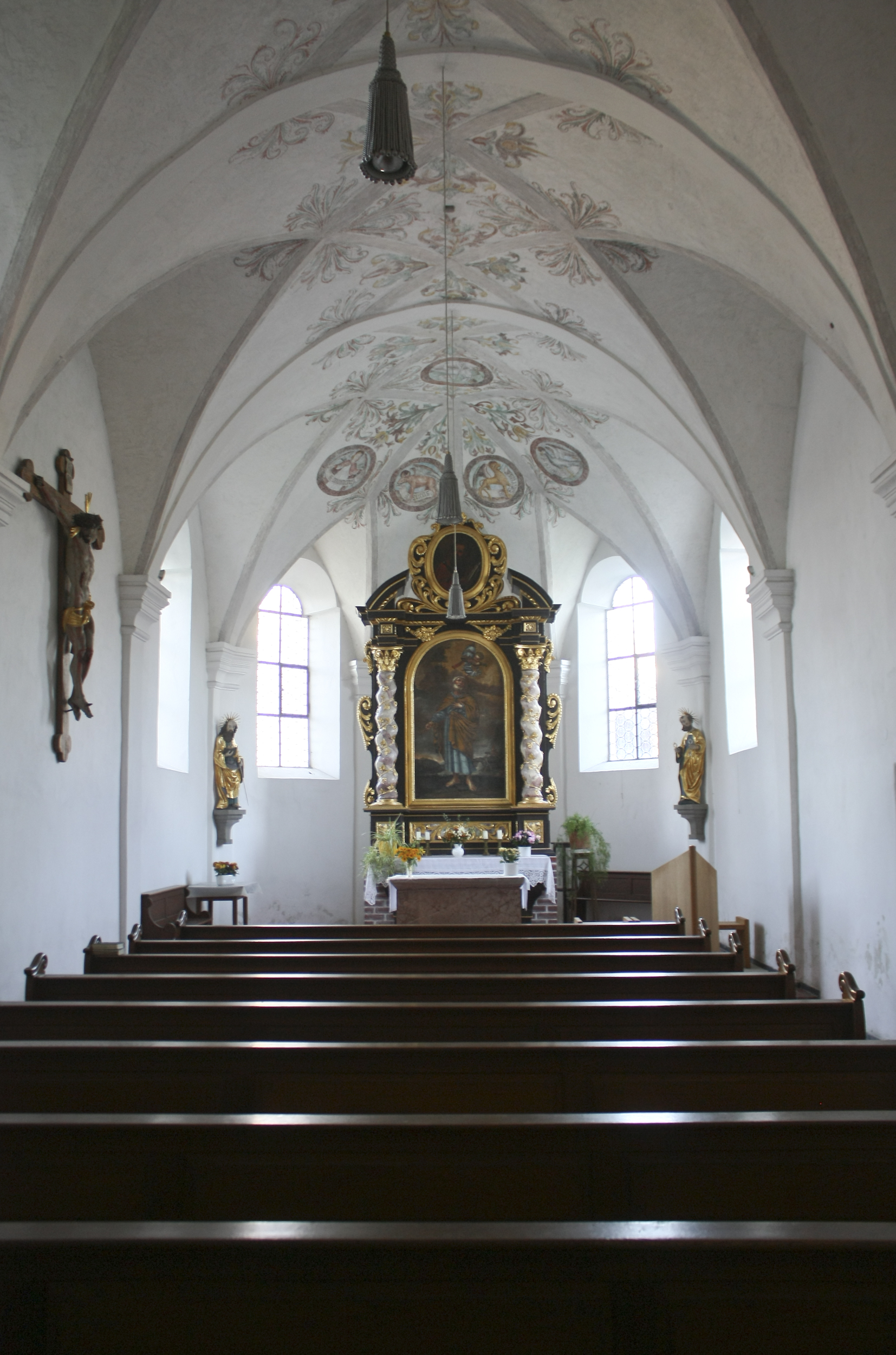
Innenansicht

Die römisch-katholische Filialkirche St. Peter steht in Salzburghofen, einem Gemeindeteil der Stadt Freilassing im oberbayerischen Landkreis Berchtesgadener Land. Sie ist in der Liste der Baudenkmäler in Freilassing unter der Nr. D-1-72-118-12 eingetragen. Die Kirche gehört zum Dekanat Berchtesgadener Land im Erzbistum München und Freising.

## Beschreibung
Die spätgotische Saalkirche wurde um 1477 erbaut und 1755 barock umgestaltet. Sie besteht aus dem Langhaus und dem Chor mit Fünfachtelschluss im Osten. Auf dem Satteldach des Langhauses erhebt sich im Westen ein quadratischer, mit einem spitzen Helm bedeckter Dachreiter, der den Glockenstuhl enthält. Ein Vorbau unter dem südlichen Schleppdach des Langhauses führt zum Portal. 
Der Innenraum des Langhauses ist mit einem Stichkappengewölbe überspannt. Der Hochaltar aus der zweiten Hälfte des 17. Jahrhunderts wird von den Skulpturen des Simon Petrus und des Paulus von Tarsus flankiert. Ein von Josef Brendle gemalter Kreuzweg wurde 2014 in der Kirche aufgehängt.